# Kill Bill (canção)
"Kill Bill" é uma canção da cantora estadunidense SZA, contida em seu segundo álbum de estúdio, SOS (2022). Foi composta pela própria intérprete com os produtores Carter Lang e Rob Bisel. O título da canção é uma referência a Kill Bill (2003–2004), uma duologia de filmes de artes marciais que se concentra em uma assassina chamada Noiva e sua busca para se vingar de seu ex-namorado por meio de assassinato. Espelhando o enredo dos filmes, a letra da canção fala sobre a fantasia de SZA de matar um ex-namorado e sua nova namorada por ciúme. "Kill Bill" é uma canção de R&B construída em torno de um ritmo médio, groove e uma melodia desafinada. Influenciada pelo subgênero boom bap do hip hop, é apoiada por guitarras, uma linha do baixo e uma flauta sampleada de um sintetizador Prophet-6. O seu lançamento como o quinto single do disco ocorreu em 10 de janeiro de 2023, quando foi enviada para rádios pop dos Estados Unidos, através da RCA Records.

## Lançamento
De abril a maio de 2022, SZA disse à mídia que havia terminado o álbum recentemente no Havaí e disse que seria lançado em breve. Durante uma reportagem de capa da Billboard publicada em novembro, SZA revelou o título do álbum e a data de lançamento, que estava agendada para o próximo mês. Em 5 de dezembro de 2022, ela postou a lista de faixas do álbum no Twitter, e SOS foi lançado quatro dias depois. Das 23 canções, "Kill Bill" aparece como a segunda faixa; após seu sucesso nas plataformas de streaming, a RCA Records o escolheu como o próximo single do álbum nas rádios.
A RCA e a Top Dawg Entertainment enviaram a canção para as rádios pop, rhythmic e urban dos EUA em 10 de janeiro de 2023, como o quinto single de SOS. Originalmente, apenas "Nobody Gets Me" estava prevista para impactar as rádios pop em 10 de janeiro. No entanto, a RCA e vários programadores de rádio decidiram promover as duas canções simultaneamente, apesar das complexidades do planejamento de singles duplos, citando os grandes números de streaming que "Kill Bill" ganhou em dezembro e o apelo radiofônico da letra e produção. "Kill Bill" se tornou uma das canções mais adicionadas da semana em formatos pop e rhythmic, com 2.257 reproduções de 129 estações de rádio pop. Top Dawg e RCA a enviaram para estações de rádio de R&B três semanas depois.
Em 13 de janeiro de 2023, Top Dawg e RCA lançaram um pacote de quatro faixas da canção para download digital e plataformas de streaming. Além da versão original de "Kill Bill", o lançamento contém a versão sped up, uma versão instrumental e uma versão a cappella. Uma versão acústica da canção, com uma capa diferente, foi lançada em 24 de janeiro. A versão sped up capitaliza e é baseada em uma trend viral no TikTok, onde os usuários aumentavam o tom e o andamento de certas canções e as postavam no aplicativo. Um usuário compartilhou a versão sped up de "Kill Bill" após o lançamento do SOS, e foi visto mais de 21,7 milhões de vezes, curtido mais de 1,9 milhão de vezes e republicado em mais de 1,1 milhão de vídeos, aumentando os streams da canção.